# HeForShe
HeForShe (thường được gọi là He for She), tên tiếng Việt: Vì những người phụ nữ quanh ta là một chiến dịch đoàn kết vì sự tiến bộ của bình đẳng giới, do Liên Hợp Quốc khởi xướng. Mục tiêu của nó là đạt được sự bình đẳng bằng cách khuyến khích tất cả các giới tính tham gia với tư cách là tác nhân của sự thay đổi và hành động chống lại các khuôn mẫu và hành vi tiêu cực. Căn cứ vào ý kiến cho rằng bất bình đẳng giới là một vấn đề ảnh hưởng đến tất cả mọi người, về mặt xã hội, kinh tế và chính trị, nó tìm cách chủ động lôi kéo đàn ông và con trai vào một phong trào ban đầu được coi là "cuộc đấu tranh vì phụ nữ của đàn ông".
Trên trang web HeForShe, một bản đồ định vị địa lý ghi lại sự tham gia toàn cầu của chiến dịch thông qua việc đếm số lượng đàn ông và phụ nữ trên khắp thế giới đã cam kết cho sáng kiến HeForShe. Phụ nữ Liên Hợp Quốc đã làm việc hướng tới mục tiêu thu hút 1 triệu đàn ông và con trai vào tháng 7 năm 2015, đó là mục tiêu mà họ không đạt được. Trang web của chiến dịch duy trì sự tham gia trực tuyến của họ bằng cách bao gồm một loạt các kế hoạch thực hiện cho các cơ quan, cá nhân và xã hội dân sự của Liên Hợp Quốc, ngoài những người trong các trường đại học và cao đẳng. Cuối cùng, chiến dịch HeForShe cho thấy tiến trình của chiến dịch của họ bằng cách nêu bật công việc của các chiến dịch hỗ trợ trên trang web và các nền tảng truyền thông xã hội của họ.
"Ban đầu chúng tôi đã đặt câu hỏi, 'Đàn ông có quan tâm đến bình đẳng giới không?' và chúng tôi phát hiện ra rằng họ rất quan tâm ", Elizabeth Nyamayaro, cố vấn cao cấp của giám đốc điều hành của UN Women, nói. "Sau đó, chúng tôi bắt đầu nhận được rất nhiều email từ những người đàn ông đã đăng ký, những người bây giờ muốn làm nhiều hơn nữa."
Tại buổi phát động chiến dịch HeForShe diễn ra vào ngày 21 tháng 9 năm 2014, nữ diễn viên Emma Watson, Đại sứ thiện chí của UN Women đã phát biểu ấn tượng về bình đẳng giới:
| “ | "Càng nói về nữ quyền, tôi càng cảm thấy điều này thường xuyên bị đánh đồng với sự căm ghét nam giới. Điều đó chắc chắn cần phải dừng lại. Nữ quyền được định nghĩa là sự bình đẳng về quyền và cơ hội giữa nam giới và nữ giới. Đó là lý thuyết về sự bình đẳng trong các quyền về chính trị, kinh tế, bình đẳng xã hội giữa các giới." "The more I've spoken about feminism, the more I have realised that fighting for women's rights has too often become synonymous with man-hating. If there is one thing I know for certain, it is that this has to stop. For the record, feminism, by definition, is the belief that men and women should have equal rights and opportunities. It is the theory of the political, economic and social equality of the sexes." | ” |

Cô cũng khẳng định:
| “ | "Tất cả đàn ông và phụ nữ đều có quyền được thông cảm. (Both men and women should feel free to be sensitive.) Tất cả đàn ông và phụ nữ đều có quyền được mạnh mẽ. (Both men and women should feel free to be strong.) Tất cả chúng ta đều có thể trở nên tự do hơn và đó là mục tiêu của chiến dịch HeForShe. Chính là sự tự do." (We can all be free and this is what HeForShe is about. HeForShe is about freedom)" | ” |